# Jagatsinghpur (huyện)
Huyện Jagatsinghpur là một huyện thuộc bang Odisha, Ấn Độ. Thủ phủ huyện Jagatsinghpur đóng ở Jagatsinghpur. Huyện Jagatsinghpur có diện tích 1759 ki lô mét vuông. Đến thời điểm năm 2001, huyện Jagatsinghpur có dân số 1056556 người.